# Andrew Sarris
Andrew Sarris (* 31. Oktober 1928 in New York City; † 20. Juni 2012 ebenda) war einer der einflussreichsten US-amerikanischen Filmkritiker seiner Generation.

## Leben
Der 1928 in Brooklyn geborene Sarris wuchs in Queens auf. Er studierte bis 1959 am Teachers College der Columbia University. Dort lernte er im Winter 1954 Jonas Mekas kennen, der gerade die Zeitschrift Film Culture gründete. Für diese Filmzeitschrift arbeitete Sarris unbezahlt als Redakteur und konnte dort 1955 erste Filmkritiken veröffentlichen. Von 1955 bis 1965 arbeitete Sarris als story consultant für die 20th Century Fox; die Tätigkeit umfasste im Wesentlichen das Lesen und Bewerten von Drehbüchern. 1960 bat ihn Jonas Mekas, der inzwischen eine regelmäßige Filmkolumne für die Village Voice schrieb, ihn dort zeitweilig zu vertreten. Sarris’ erste Filmkritik für die Village Voice (zu Hitchcocks Psycho) erschien am 11. August 1960. Nach einem 1961 beginnenden Frankreich-Aufenthalt kehrte er Ende 1962 nach New York zurück und erhielt nun eine eigene wöchentliche Kolumne in der Village Voice, parallel zu der von Mekas. Die Zusammenarbeit mit der Zeitschrift endete erst Ende der 1980er Jahre.
Durch seine Zeit in Frankreich war Sarris ein Anhänger der in den 1950er Jahren von André Bazin, François Truffaut und anderen Kritikern der Cahiers du cinéma entwickelten Auteur-Theorie geworden, die er nun durch seine Kolumnen auch in den USA popularisierte. Erst durch Sarris rückte auch im amerikanischen Diskurs der Regisseur (beispielhaft der von den Franzosen verehrte Alfred Hitchcock, aber auch andere „Auteurs“ wie Samuel Fuller, Nicholas Ray und Douglas Sirk, die bisher als Regisseure von Konfektionsware oder B-Movies galten) in den Mittelpunkt der Filmbetrachtung.
In seinem Werk The American Cinema listete er in den 1960er-Jahren die seiner Meinung nach 14 größten Filmregisseure, die bis dato in den USA gearbeitet hatten. In sein sogenanntes „Pantheon“ der Regisseure nahm er Charlie Chaplin, Robert J. Flaherty, John Ford, D. W. Griffith, Howard Hawks, Alfred Hitchcock, Buster Keaton, Fritz Lang, Ernst Lubitsch, Friedrich Wilhelm Murnau, Max Ophüls, Jean Renoir, Josef von Sternberg und Orson Welles auf. Andere gefeierte Regisseure wie Billy Wilder, David Lean oder Stanley Kubrick sah er dagegen nur in der zweiten Riege, wobei er Wilders Status später aufwertete und ihn in sein „Pantheon“ aufnahm. Solche sehr stark auf die Person des Regisseurs sowie auf das ranghafte Ab- und Aufwerten fokussierten Sichtweisen zogen auch scharfe Kritik auf sich, so 1963 von der New Yorker Filmkritikerin Pauline Kael in ihrem Essay Circles and Squares. Daraus entwickelte sich eine gut gepflegte und vielbeachtete Erzfeindschaft zwischen Kael und Sarris.
Von 1965 bis 1967 war Sarris Chefredakteur der englischen Ausgabe der Cahiers du cinéma. 1966 gründete er (gemeinsam mit anderen New Yorker Filmkritikern wie Hollis Alpert, Pauline Kael und Richard Schickel) die National Society of Film Critics. 1968 erhielt er ein Guggenheim-Stipendium; zur gleichen Zeit schrieb er an zwei Drehbüchern mit (Justine, 1969 von George Cukor verfilmt, und Jules Dassins Promise at Dawn, 1970). Ebenfalls 1968 veröffentlichte Sarris sein einflussreichstes Buch, The American Cinema: Directors and Directions 1929–1968, in dem er u. a. seinen „Pantheon“ der 14 bedeutendsten Filmregisseure des amerikanischen Kinos ausführte. Seit 1969 lehrte Sarris als associate professor für Filmtheorie an der Columbia University.
Mitte der 1980er Jahre erlitt Sarris eine schwere Erkrankung und schrieb danach nur noch sporadisch für die Village Voice. 1989 stellte er seine Mitarbeit wegen politischer Differenzen ein. Anschließend schrieb er bis Juni 2009 Filmkritiken für den New York Observer.
Sarris war seit 1969 mit der feministischen Filmtheoretikerin Molly Haskell (* 1939) verheiratet. Die beiden lebten zuletzt in der New Yorker Upper East Side.

## Werke
- The Films of Josef von Sternberg. Museum of Modern Art, New York 1966.
- Interviews with Film Directors. Bobbs-Merrill, Indianapolis 1968. (Wiederveröffentlicht unter dem Titel: Hollywood Voices: Interviews with Film Directors. Bobbs-Merrill, Indianapolis 1972.)
- The American Cinema: Directors and Directions, 1925–1968. Dutton, New York 1968.
- Confessions of a Cultist: On the Cinema, 1955–1969. Simon & Schuster, New York 1970, ISBN 0-671-20554-4.
- The Primal Screen: Essays on Film and Related Subjects. Simon & Schuster, New York 1973, ISBN 0-671-21341-5.
- The John Ford Movie Mystery. Indiana University Press, Bloomington 1975, ISBN 0-253-33167-6.
- Politics and Cinema. Columbia University Press, New York 1978, ISBN 0-231-04034-2.
- The St. James Film Director's Encyclopedia. Visible Ink Press, Detroit 1998, ISBN 1-57859-028-0.
- You Ain't Heard Nothing Yet: The American Talking Film, History and Memory, 1927–1949. Oxford University Press, New York 1999, ISBN 0-19-503883-5.